# ونسان کاندلا
ونسان فیلیپ آنتوان کاندلا (به فرانسوی: Vincent Philippe Antoine Candela) متولد ۲۴ اکتبر ۱۹۷۳ بازیکن تیم ملی فوتبال فرانسه است و با این تیم به مقام قهرمانی جام جهانی فوتبال ۱۹۹۸ دست یافت.